# جيمس كينغ (سياسي)
جيمس كينغ (بالإنجليزية: James King)‏ هو سياسي أمريكي، ولد في 23 أغسطس 1974 بواشنطن العاصمة في الولايات المتحدة. حزبياً، نشط في الحزب الجمهوري. وقد انتخب عضو مجلس النواب لولاية ماريلند.